# Ilhas Canton e Enderbury
As ilhas Canton e Enderbury ou ilhas Cantão e Enderbury são dois atóis de coral no arquipélago de Phoenix, na república de Kiribati. A ilha de Canton (atualmente Kanton) é a maior e mais setentrional e tem 61 habitantes. A ilha de Enderbury é desabitada. A ilhas foram descobertas em 1823 pelos americanos e foram reclamadas pelos britânicos e pelos Estados Unidos até que em 1939 se tornaram um condomínio dos dois países. Em 1979 tornou-se parte de Kiribati.